# Lucas Jakubczyk

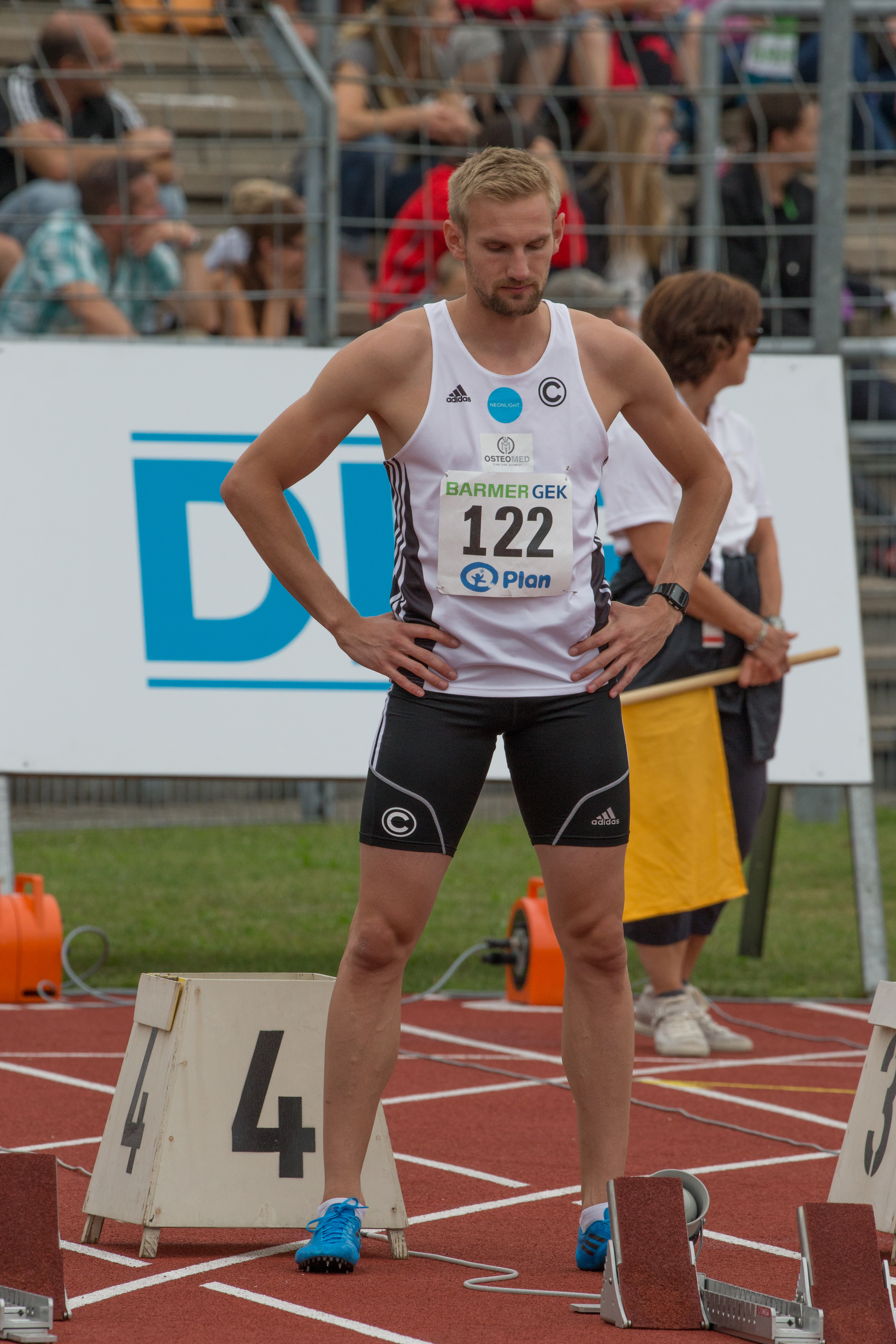
Lukas Jakubczyk 2014

Lucas Jakubczyk (* 28. April 1985 in Plauen, Bezirk Karl-Marx-Stadt, DDR) ist ein deutscher Leichtathlet, der zunächst im Weitsprung und Sprint antrat und sich seit 2011 auf den 100-Meter-Lauf konzentriert.

## Sportliche Karriere
Als jüngerer Schüler spielte Jakubczyk Fußball und begann als Jugendlicher ambitioniert Leichtathletik zu betreiben.
2004 nahm er im Weitsprung an den Juniorenweltmeisterschaften teil, schied aber in der Qualifikation aus. In den nächsten Jahren startete er hauptsächlich in dieser Disziplin, kam aber bei deutschen Meisterschaften nicht über einen fünften Platz hinaus, den er 2006 in der Halle erreichte und 2011 im Freien. Seine Bestweiten liegen bei 7,85 m im Freien (2007 in Berlin) und bei 7,88 m in der Halle (2010 in Linz).
Jakubczyk gewann seinen ersten deutschen Meistertitel 2011 mit der 4-mal-100-Meter-Staffel des SC Charlottenburg.
2012 wurde er Deutscher Meister über 100 Meter in windunterstützten 10,16 s. Im Vorlauf hatte er mit 10,20 s bereits eine persönliche Bestzeit aufgestellt. Bei den Europameisterschaften 2012 in Helsinki schied er im Halbfinale aus. In der Staffel gewann Jakubczyk zusammen mit Julian Reus, Tobias Unger und Alexander Kosenkow in 38,44 s die Silbermedaille hinter der niederländischen Staffel. In der gleichen Besetzung verbesserte sie am 27. Juli 2012 den 30 Jahre bestehenden deutschen Rekord auf 38,02 s. Bei den Weltmeisterschaften 2013 in Moskau belegte er als Startläufer zusammen mit Sven Knipphals, Julian Reus und Martin Keller in 38,04 s den vierten Rang.
Im Mai 2014 lief Jakubczyk in Clermont 10,07 s über die 100-Meter-Distanz und verpasste damit nur knapp den deutschen Rekord von 10,06 s. Bei den Europameisterschaften in Zürich gewann er in der 4-mal-100-Meter-Staffel zusammen mit Julian Reus, Sven Knipphals und Alexander Kosenkow erneut Silber. Im Einzelwettbewerb wurde er in 10,25 s Fünfter, nur drei Hundertstelsekunden hinter dem Bronzerang. Bei den Europameisterschaften 2016 in Amsterdam errang er mit der deutschen Staffel die Bronzemedaille.
2017 kam Jakubczyk in Erfurt bei den deutschen Meisterschaften im 100-Meter-Lauf auf den 6. Platz.